# خورخه پاسکوال
خورخه پاسکوال (انگلیسی: Jorge Pascual؛ زادهٔ ۹ آوریل ۲۰۰۳) بازیکن فوتبال اهل اسپانیا است  که در پست مهاجم برای ویارئال بی بازی می‌کند.
وی همچنین در تیم ملی فوتبال زیر ۱۶ سال اسپانیا بازی کرده‌است.